# Metallochlora pisina
Metallochlora pisina är en fjärilsart som beskrevs av W. Warren 1899. Metallochlora pisina ingår i släktet Metallochlora och familjen mätare. Inga underarter finns listade i Catalogue of Life.